# Charles I. Schou
Charles Jacob Schou (født 30. oktober 1884 i Charlottenlund, død 10. august 1973 på Frederiksberg) var en dansk arkitekt. Han er bedst kendt for sit arbejde i byplanbevægelsen, hvor han var en af pionererne, samt inden for boligbyggeriet.
Han blev tømrersvend og dimittend fra Teknisk Skole 1902, gik på Kunstakademiets almene forberedende klasse 1904-1905, fra 1902 var han ansat bl.a. hos Emil Blichfeldt, Caspar Leuning Borch og Carl Brummer, hvorpå han i 1910 fik selvstændig virksomhed. Han modtog Stoltenbergs stipendium 1927. 
Schou var konsulent i byplanlægning for Stadsingeniøren i København 1918-25, medstifter af Dansk Byplanlaboratorium 1920-1921, og medlem af sammes arbejdsudvalg 1921-1925 og af plenarforsamlingen og repræsentantskabet fra 1925, formand for den danske gruppe af Neues Bauen 1929-1933, medlem af Akademiraadet 1931-1943, af Kunstakademiet fra 1943 og af bestyrelsen for Thorvaldsens Museum 1937-1948, medlem af bestyrelsen for Foreningen til Hovedstadens Forskønnelse 1942-1949, medstifter af og formand for Landsrådet for Bykultur 1949. Han var medstifter af den danske gruppe af CIAM og gruppens første formand 1929-31, medlem af Akademiet fra 1931 og Ridder af Dannebrog. 

## Udstillinger
- Den frie Architektforenings udstilling 1915
- Charlottenborg Forårsudstilling 1934-1938 og 1943

## Værker

### Byplanforslag
- Aalborg (1912)
- Vigerslev haveforstad (1915-18)[1][2]
- Banegårdsterrænet, København (1915-18)
- Bispebjerg villakvarter med Grundtvigskirkens placering (1916-18)
- Forslag til decentralisation af storkøbenhavn (1920-1923)
- Nykøbing Falster (1920)
- Mommark (1922)
- Struer (1923)

### Boligkomplekser
- Amagerbrogade 4–16 m.fl. (1913)
- Haraldsgade 7–9 m.fl. (1914)
- Nørrebrohus (1924)
- Valkyrien (1924)
- Paa Bjerget (1926)
- Paa Bjerget (1926)
- Gartnergaarden (1926)
- Lille Tuborg, Hellerup (1933)
- Zøllnerhus (1935)
- Nørrebro Vænge 1 (th)(1943)
- Nannasgaard (1949)
- Alhambravej 14-16, Frederiksberg (1950)
- Dybendalsvej 67-73 (1957)

- A/S Haabets Ejendom, Amagerbrogade 4-16 (1912-13, sammen med Valdemar Dan, præmieret)
- Haraldsgade 7–9 m.fl. (1912-15)
- Andelsboligselskabet Bispebjerg, Bispebjergvej (1923, sammen med Georg Gøssel)
- Paa Bjerget, bebyggelse omkring Grundtvigskirken (1924-26), sammen med P.V. Jensen Klint, Georg Gøssel og O. Wittrup
- Valkyrien, Valkyriegade (1924)
- Nørrebrohus, Nørrebrogade, Mimersgade (1924, sammen med Erik Kragh)
- Gartnergaarden, Haraldsgade, Sigurdsgade (1926)
- Skovgaarden, P.G. Ramms Allé 72 (1932-33)[3]
- Lille Tuborg, Gammel Vartov Vej 25A-29, Strandagervej 1-3, Hellerup (1933, præmieret)
- Marielyst, Peter Bangs Vej 99-101 (1933)[4]
- Bangsbohus, Peter Bangs Vej 77 (1934)
- Rønbækhus, Strandvejen 99, Gammel Vartov Vej 26-28 (1934-35)
- Zøllnerhus, Nørrebrogade 174-76, Allersgade 1, Gormsgade 2A og 2B (1934-35, sammen med Erik Kragh, fredet 2007)
- Høeghsmindeparken 3-15, 2-16, Gentofte (1935, præmieret)
- Vanløse Allé 2-4, Sallingvej 37-39, Åløkkevej 31 (1939, sammen med Erik Kragh)[5]
- Plantageparken, rækkehuse, Lyngbyvej, Fuglegårdsvej, Plantagevej 28 (1941, sammen med Ib Schou)
- Nørrebro Vænge I, aldersrenteboliger, Nørrebro Vænge 1 og 16 (1943)
- Filosofvænget, Freriksborgvej, Orgelbyggervej (påbegyndt 1947)
- Knudsgaarden, Bellahøjvej 141-143 (1948, sammen med Erik Kragh)
- Nannasgaard I, II og III, Nannasgade, Hamletsgade 23 og 25 (1945-49, sammen med Erik Kragh)
- Alhambravej 14-16, Frederiksberg (1950, præmieret af Frederiksberg Kommune)
- Dybendalsvej 57-63, 67-73, Vanløse (1952-57, sammen med Erik Kragh)[6]

### Andet
- Landhus, Kongevejen 195, Holte (1937)
- Eget landhus Elverhøj ved Esrom (1940)
- Hyttebjergskolen, Hanstholmvej 10, Vanløse (1956, 1958-62, svømmehal 1964, sammen med Magnus Stephensen)
- Patriciervilla, Kildegårdsvej 9, Hellerup (1921)

### Projekter
- Bebyggelse af Islands Brygge (3. præmie 1906)
- Københavns Belysningsvæsens bygning, København (1909)
- Østifternes Kreditforening (3. præmie 1913)
- Götaplatsen i Gøteborg og ordning af Frederiksberg Allé (begge 1926 sammen med Georg Gøssel)
- H.C. Andersen-Parken med eventyrhaven (1926)
- Vejføring og tunnel gennem Frederiksberg Bakke (1921-42)

### På skrift
- Om Bybygningskunst (1923)
- Desuden artikler i tidsskrifter (Kritisk Revy, Architekten m.fl.) og dagblade.